# Okenia luna
Okenia luna is een slakkensoort uit de familie van de Goniodorididae. De wetenschappelijke naam van de soort is voor het eerst geldig gepubliceerd in 1994 door Millen, Schrödl, Vargas & Indacochea.